# Siegfried Wagner (compositor)

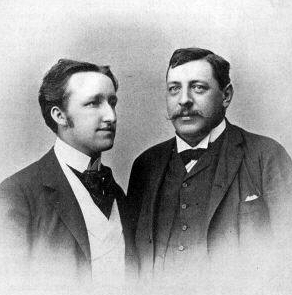
Siegfried Wagner y Felix Mottl

Siegfried Wagner (6 de junio de 1869, Triebschen, Lucerna - 4 de agosto de 1930, Bayreuth, actual Alemania) fue un compositor alemán e hijo del músico Richard Wagner que tuvo a su cargo el Festival de Bayreuth entre 1908 y 1930.

## Biografía
"Fidi" era hijo de Richard y Cósima Wagner (único heredero legítimo reconocido por su madre frente a sus hermanas Isolde y Eva), su padre murió cuando tenía 13 años. Estudió música con su abuelo Franz Liszt y posteriormente con Engelbert Humperdinck. Estudió arquitectura en Berlín y Karlsruhe pero decidió dedicarse por entero a la música después de un viaje por Oriente con su amigo, el compositor inglés Clement Harris en 1892.
Compuso 18 óperas (algunas fueron estrenadas en Viena por Gustav Mahler y la primera "Der Barenhäuter" obtuvo gran éxito pero son hoy raramente representadas), obras sinfónicas y música vocal y dirigió la orquesta del festival desde 1896 compartiendo el podio con Hans Richter y Felix Mottl en El anillo del nibelungo. Realizó giras por Europa. En España, en 1907, dio una serie de conciertos en el gran Teatro del Liceo de Barcelona con obras de su padre, de su abuelo y propias.
Alemania se había conmocionado con el affaire Harden-Eulenberg (el periodista Maximilian Harden acusó a importantes funcionarios de la corte del Kaiser Guillermo II de homosexualidad). Siegfried, ante los falsos rumores, fue urgido por su madre a tener dinastía que lo sucediera en la herencia del festival. La llegada al festival de la huérfana inglesa Winifred Williams adoptada por los Klindworth fue providencial. La joven de 17 años fue la candidata ideal y la boda se efectuó en septiembre de 1915, cuando "Fidi" tenía 46 años y "Winnie" 18. La pareja tuvo cuatro hijos: Wieland Wagner (1917-1966), Wolfgang Wagner (1919-2010) , Friedelind Wagner (1918-1991) y Verena Wagner (1920-2019). Rumores dan por sentado que Siegfried había tenido un hijo natural, Walter Aign (1901-1977), aunque nunca fue probado. 
En 1923, Adolf Hitler visitó el festival para presentar sus respetos a la familia Wagner, escuchar las obras de su compositor favorito y encontrarse con el historiador y teórico inglés Houston Stewart Chamberlain. En 1924 (después del Putsch de Múnich), regresó para presenciar El anillo del nibelungo y a fortalecer sus relaciones con la familia Wagner. Visitará el festival anualmente entre 1934 y 1939 alojándose por invitación de Winifred en Wahnfried.
En 1930, cuatro meses después de la muerte de su madre, Siegfried murió en Bayreuth de un infarto cardíaco; le sucedió su viuda Winifred Wagner, con consecuencias para el festival por su asociación con Hitler.